# Hydroptila sinuosa
Hydroptila sinuosa är en nattsländeart som beskrevs av Wells 1978. Hydroptila sinuosa ingår i släktet Hydroptila och familjen smånattsländor. Inga underarter finns listade i Catalogue of Life.